# Carl Wilhelm von Nägeli
Carl Wilhelm von Nägeli (født 27. marts 1817 i Kilchberg ved Zürich, død 10. maj 1891 i München) var en schweizisk-tysk botaniker.
Nägeli var efter forskellige ansættelser, blandt andet i Zürich, siden 1857 professor i botanik i München. Han var en af Tysklands største naturforskere, hvem talrige vigtige og grundlæggende undersøgelser på forskellige områder inden for botanikken skyldes, og hans arbejder præges ligesom Schleidens og Mohls ganske af de strengeste fordringer til gennemført, induktiv forskning og fuldstændig bandlysning af teleologiske forklaringer.
Han hører således med til grundlæggerne af den moderne botanik og står som modsætning til den forudgående periodes idealistiske, naturfilosofiske metode, med hvis tilhængere han dog i begyndelsen i det mindste havde troen på arternes konstans tilfælles. Nägeli tog (1840) doktorgraden i Zürich med et arbejde om de schweiziske cirsiumformer. Lignende studier over vanskelige slægter, over artsbegrænsningen og bastardformerne, for eksempel hos hieracium, kom Nägeli også senere ind på, om end de fleste af hans arbejder ligger på andre, især på udviklingshistoriske områder. 
Af hans systematisk-deskriptive arbejder må især Die neueren Algensysteme (1847, med ti tavler) og Gattungen einzelliger Algen (1849, med otte tavler) fremhæves. Nägeli har leveret meget vigtige bidrag til cellelæren, på hvilket område han kom i strid med Schleiden, hvis celleteori også måtte opgives; Die Entwickelungsgeschichte des Pollens bei den Phanerogamen (1842), Pflanzenphysiologische Untersuchungen (sammen med Cramer, 1855—58), Beiträge zur wissenschaftlichen Botanik sammen med Schwendener (1858—69; 4 bind med 51 tavler) og mange andre afhandliger drejer sig for en stor del om herhenhørende emner. 
Et af Nägelis berømteste arbejder er dog Die Stärkekörner (2. hæfte af Nägelis og Cramers ovennævnte undersøgelser), et monumentalt værk fra 1858, hvori der ikke alene gives en beskrivelse af mange tusind arters stivelsekorn, men i hvilket Nägeli fremsætter og begrunder en ny teori for deres (og cellehindens) tykkelsevækst, intussusceptionsteorien, som spillede en meget stor rolle i plantefysiologien. Det var Nägelis store mål med denne sin Moleculartheorie der organisirten Gebilde at føre disses vækst og indre struktur tilbage til fysisk-kemiske og mekaniske processer. 
Han beherskede naturligvis mikroskopet og de mikrokemiske metoder, hvortil kom, at han leverede grundlæggende arbejder på det mikropolariskopiske område, arbejder, der skulde bidrage til forståelsen af de organiske væseners indre struktur. Hans studier over cellekernen og celledelingen, hvorved især den vigtige definition af den såkaldte fri celledannelse blev slået fast, og en mængde arbejder over lavere planters topcellevækst, hvorved selve topcellens definition og dens forskellige former blev klarlagte, er eksempler på andre spørgsmål af fundamental betydning, som Nägeli med sin skarpe iagttagelsesevne og sin klare logik besvarede. 
I 1844 opdagede han dædlegemerne på bregnernes fordum, hvorved den tydning af dette legeme som kimblad, hvormed man hidtil havde betegnet det, bortfaldt; 1846 fandt han, at mikrosporerne hos Pilularia ligeledes frembragte sædlegemer; dermed var Schleidens tydning af disse sporer som støvkorn umuliggjort. Sammen med Schwendener skrev han Das Mikroskop (1865—67, 2. udgave 1877). I de senere åringer af hans liv, der for øvrigt ofte blev ham svære formedelst et mindre godt helbred, kom han ind på spørgsmål om gæring og bakterier. Han udviklede selv en ny gæringsteori og studerede bakteriernes ernæringsfysiologi (Untersuchungen über niedere Pilze, 1882). 
Omtrent på samme tid, som Nägeli offentliggjorde sine molekulærteoretiske arbejder, fremkom Darwins berømte skrift, og man har Nägelis egne ord for, at han ad anden vej end denne var ledet til tanken om, at arterne fremgår af hinanden. Hans morfologiske studier og arbejderne over arter og bastarder i visse, ovennævnte slægter har haft betydning for ham med hensyn til udformningen af hans store værk: Mechanisch-physioliogische Theorie der Abstamnungslehre (1883), i hvilken en udviklingsteori er fremsat; nogen stor og almindelig tilslutning har denne dog ikke fået.